# Bjelland Point
Der Bjelland Point ist eine Landspitze an der Nordküste Südgeorgiens. Sie liegt unmittelbar südlich des Second Milestone und 2,5 km ostnordöstlich des Robertson Point. Die Landspitze stellt die östliche Begrenzung der Einfahrt zur Bjelland Bay dar.
Der South Georgia Survey nahm zwischen 1951 und 1957 Vermessungen des Gebiets um die Landspitze vor. Das UK Antarctic Place-Names Committee benannte sie 1958 nach Sigurd L. Bjelland, ab 1951 für einige Jahre Manager der South Georgia Whaling Company auf der Walfangstation Leith Harbour.